# Koke (calciatore)
Koke, all'anagrafe Jorge Resurrección Merodio (Madrid, 8 gennaio 1992), è un calciatore spagnolo, centrocampista e capitano dell'Atlético Madrid.
Cresciuto calcisticamente nelle giovanili del club madrileno, è primatista di presenze con l'Atlético Madrid sia nelle competizioni nazionali, sia nelle competizioni UEFA per club.

## Caratteristiche tecniche
Considerato come uno dei migliori centrocampisti spagnoli della sua generazione, è un calciatore polivalente, impiegato prevalentemente come centrocampista centrale. Molto abile nelle verticalizzazioni, possiede una eccellente tecnica di base e un tiro potente e preciso dalla media-lunga distanza.

## Carriera

### Club
Ha giocato 4 partite della Primera División spagnola 2009-2010 con la maglia dell'Atlético Madrid. L'esordio è avvenuto alla terza giornata di campionato, in occasione di Barcellona-Atlético Madrid (conclusasi poi sul punteggio di 5-2), subentrando al 67' a Paulo Assunção. Dopo aver giocato la partita successiva contro l'Almería, torna a giocare nella 37ª giornata in casa dello Sporting Gijón: al momento del suo ingresso la squadra perdeva 1-0 e poi ha pareggiato. Gioca infine da titolare l'ultima partita casalinga contro il Getafe (sconfitta per 3-0).
Il 3 gennaio 2011 gioca la sua prima partita in Liga 2010-2011 nel pareggio casalingo per 0-0 contro il Racing Santander. Il 17 gennaio 2016, in occasione della vittoria per 3-0 ottenuta sul campo del Las Palmas, il canterano dell'Atlético Madrid coglie la centesima vittoria in Liga. Il 17 settembre 2016 gioca la 300ª partita da professionista coincidente con la vittoria per 5-0 contro lo Sporting Gijón, mentre la trecentesima come calciatore dell'Atlético la gioca il 4 febbraio 2017 contro il Leganés. Il 19 gennaio 2019 gioca la sua partita numero quattrocento con la maglia dell'Atlético, realizzando anche il gol del definitivo 3-0 in casa dell'Huesca.
Il 25 novembre 2020, in occasione dell'incontro di Champions League pareggiato per 0-0 contro la Lokomotiv Mosca, Koke gioca la sua partita europea numero 100 in carriera. Il 13 febbraio 2021 gioca la sua 483ª partita con l'Atléti, diventando il secondo giocatore con più presenze al pari di Tomás Reñones. Il 18 settembre 2022 diventa il calciatore con più presenze nella storia del club biancorosso. Il 26 novembre 2024, in occasione della vittoria per 6-0 in casa dello Sparta Praga, Koke raggiunge quota 100 presenze in Champions League.

### Nazionale

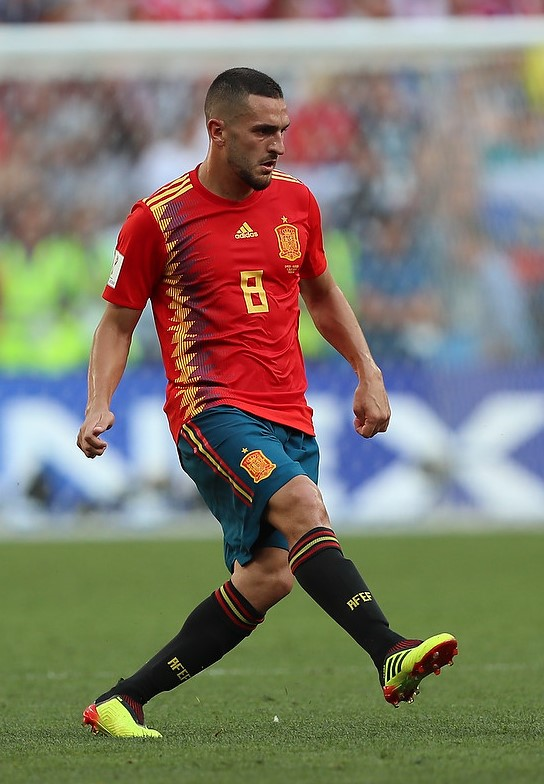
Koke in azione con la nazionale spagnola in una partita contro la ai Mondiali 2018.

Koke ha debuttato con la maglia della nazionale spagnola il 14 agosto 2013, sostituendo Santi Cazorla nell'amichevole contro l'Ecuador vinta in trasferta per 2-0.
Convocato per il campionato del mondo 2014, durante la manifestazione scende in campo in due occasioni, nella sconfitta 0-2 contro il Cile e nella vittoria 3-0 contro l'Australia. Ormai entrato in pianta stabile nell'organico della nazionale iberica, viene convocato anche per gli Europei 2016 in Francia, durante i quali scende però in campo in un'unica occasione, nella vittoria 3-0 contro la Turchia.
Il 21 maggio 2018 viene incluso dal commissario tecnico della Spagna Lopetegui nella lista dei convocati per il campionato del mondo 2018. Il 20 giugno 2018, in occasione della vittoria per 1-0 contro l'Iran, Koke gioca la sua 42ª partita con la Roja, diventando il calciatore dell'Atlético Madrid con più presenze nella nazionale spagnola. Negli ottavi di finale fallisce il suo tiro dal dischetto, determinando, insieme all'errore di Iago Aspas, la sconfitta ai rigori contro i padroni di casa.

## Statistiche
Tra club, nazionale maggiore e nazionali giovanili, Koke ha totalizzato globalmente 864 partite segnando 58 reti, con una media di 0,067 gol a partita.

### Presenze e reti nei club
Statistiche aggiornate al 25 maggio 2025.
| Stagione                 | Squadra                  | Campionato               | Campionato | Campionato | Coppe nazionali | Coppe nazionali | Coppe nazionali | Coppe continentali | Coppe continentali | Coppe continentali | Altre coppe | Altre coppe | Altre coppe | Totale | Totale |
| Stagione                 | Squadra                  | Comp                     | Pres       | Reti       | Comp            | Pres            | Reti            | Comp               | Pres               | Reti               | Comp        | Pres        | Reti        | Pres   | Reti   |
| ------------------------ | ------------------------ | ------------------------ | ---------- | ---------- | --------------- | --------------- | --------------- | ------------------ | ------------------ | ------------------ | ----------- | ----------- | ----------- | ------ | ------ |
| 2008-2009                | Atlético Madrid B        | SDB                      | 28         | 3          | -               | -               | -               | -                  | -                  | -                  | -           | -           | -           | 28     | 3      |
| 2009-2010                | Atlético Madrid B        | SDB                      | 25         | 2          | -               | -               | -               | -                  | -                  | -                  | -           | -           | -           | 25     | 2      |
| 2010-2011                | Atlético Madrid B        | SDB                      | 13         | 2          | -               | -               | -               | -                  | -                  | -                  | -           | -           | -           | 13     | 2      |
| Totale Atlético Madrid B | Totale Atlético Madrid B | Totale Atlético Madrid B | 66         | 7          |                 | -               | -               |                    | -                  | -                  |             | -           | -           | 66     | 7      |
| 2009-2010                | Atlético Madrid          | PD                       | 4          | 0          | CR              | 0               | 0               | UCL+UEL            | 0+0                | 0                  | -           | -           | -           | 4      | 0      |
| 2010-2011                | Atlético Madrid          | PD                       | 17         | 2          | CR              | 2               | 0               | UEL                | 0                  | 0                  | SU          | 0           | 0           | 19     | 2      |
| 2011-2012                | Atlético Madrid          | PD                       | 25         | 2          | CR              | 2               | 0               | UEL                | 13                 | 0                  | -           | -           | -           | 40     | 2      |
| 2012-2013                | Atlético Madrid          | PD                       | 33         | 3          | CR              | 7               | 0               | UEL                | 7                  | 0                  | SU          | 1           | 0           | 48     | 3      |
| 2013-2014                | Atlético Madrid          | PD                       | 36         | 6          | CR              | 7               | 0               | UCL                | 13                 | 1                  | SS          | 2           | 0           | 58     | 7      |
| 2014-2015                | Atlético Madrid          | PD                       | 34         | 2          | CR              | 4               | 0               | UCL                | 9                  | 2                  | SS          | 2           | 0           | 49     | 4      |
| 2015-2016                | Atlético Madrid          | PD                       | 35         | 5          | CR              | 5               | 0               | UCL                | 11                 | 0                  | -           | -           | -           | 51     | 5      |
| 2016-2017                | Atlético Madrid          | PD                       | 36         | 4          | CR              | 6               | 1               | UCL                | 12                 | 0                  | -           | -           | -           | 54     | 5      |
| 2017-2018                | Atlético Madrid          | PD                       | 35         | 4          | CR              | 3               | 0               | UCL+UEL            | 4+9                | 0+2                | -           | -           | -           | 51     | 6      |
| 2018-2019                | Atlético Madrid          | PD                       | 30         | 3          | CR              | 3               | 0               | UCL                | 7                  | 2                  | SU          | 1           | 1           | 41     | 6      |
| 2019-2020                | Atlético Madrid          | PD                       | 32         | 4          | CR              | 0               | 0               | UCL                | 9                  | 0                  | SS          | 1           | 1           | 42     | 5      |
| 2020-2021                | Atlético Madrid          | PD                       | 37         | 1          | CR              | 0               | 0               | UCL                | 8                  | 0                  | -           | -           | -           | 45     | 1      |
| 2021-2022                | Atlético Madrid          | PD                       | 31         | 1          | CR              | 2               | 0               | UCL                | 9                  | 0                  | SS          | 1           | 0           | 43     | 1      |
| 2022-2023                | Atlético Madrid          | PD                       | 33         | 0          | CR              | 5               | 0               | UCL                | 4                  | 0                  | -           | -           | -           | 42     | 0      |
| 2023-2024                | Atlético Madrid          | PD                       | 35         | 0          | CR              | 5               | 0               | UCL                | 9                  | 0                  | SS          | 1           | 0           | 50     | 0      |
| 2024-2025                | Atlético Madrid          | PD                       | 32         | 1          | CR              | 5               | 0               | UCL                | 7                  | 0                  | -           | -           | -           | 44     | 1      |
| Totale Atlético Madrid   | Totale Atlético Madrid   | Totale Atlético Madrid   | 485        | 38         |                 | 56              | 1               |                    | 131                | 7                  |             | 9           | 2           | 681    | 48     |
| Totale carriera          | Totale carriera          | Totale carriera          | 551        | 45         |                 | 56              | 1               |                    | 131                | 7                  |             | 9           | 2           | 747    | 55     |

### Cronologia presenze e reti in nazionale
| Cronologia completa delle presenze e delle reti in nazionale ― Spagna | Cronologia completa delle presenze e delle reti in nazionale ― Spagna | Cronologia completa delle presenze e delle reti in nazionale ― Spagna | Cronologia completa delle presenze e delle reti in nazionale ― Spagna | Cronologia completa delle presenze e delle reti in nazionale ― Spagna | Cronologia completa delle presenze e delle reti in nazionale ― Spagna | Cronologia completa delle presenze e delle reti in nazionale ― Spagna | Cronologia completa delle presenze e delle reti in nazionale ― Spagna |
| Data                                                                  | Città                                                                 | In casa                                                               | Risultato                                                             | Ospiti                                                                | Competizione                                                          | Reti                                                                  | Note                                                                  |
| --------------------------------------------------------------------- | --------------------------------------------------------------------- | --------------------------------------------------------------------- | --------------------------------------------------------------------- | --------------------------------------------------------------------- | --------------------------------------------------------------------- | --------------------------------------------------------------------- | --------------------------------------------------------------------- |
| 14-8-2013                                                             | Guayaquil                                                             | Ecuador                                                               | 0 – 2                                                                 | Spagna                                                                | Amichevole                                                            | -                                                                     | 77’                                                                   |
| 6-9-2013                                                              | Helsinki                                                              | Finlandia                                                             | 0 – 2                                                                 | Spagna                                                                | Qual. Mondiali 2014                                                   | -                                                                     |                                                                       |
| 10-9-2013                                                             | Ginevra                                                               | Spagna                                                                | 2 – 2                                                                 | Cile                                                                  | Amichevole                                                            | -                                                                     | 79’                                                                   |
| 11-10-2013                                                            | Maiorca                                                               | Spagna                                                                | 2 – 1                                                                 | Bielorussia                                                           | Qual. Mondiali 2014                                                   | -                                                                     | 84’                                                                   |
| 15-10-2013                                                            | Albacete                                                              | Spagna                                                                | 2 – 0                                                                 | Georgia                                                               | Qual. Mondiali 2014                                                   | -                                                                     | 66’                                                                   |
| 16-11-2013                                                            | Malabo                                                                | Guinea Equatoriale                                                    | 1 – 2                                                                 | Spagna                                                                | Amichevole                                                            | -                                                                     | 56’                                                                   |
| 19-11-2013                                                            | Johannesburg                                                          | Sudafrica                                                             | 1 – 0                                                                 | Spagna                                                                | Amichevole                                                            | -                                                                     | 75’                                                                   |
| 7-6-2014                                                              | Landover                                                              | El Salvador                                                           | 0 – 2                                                                 | Spagna                                                                | Amichevole                                                            | -                                                                     |                                                                       |
| 18-6-2014                                                             | Rio de Janeiro                                                        | Spagna                                                                | 0 – 2                                                                 | Cile                                                                  | Mondiali 2014 - 1º turno                                              | -                                                                     | 46’                                                                   |
| 23-6-2014                                                             | Curitiba                                                              | Australia                                                             | 0 – 3                                                                 | Spagna                                                                | Mondiali 2014 - 1º turno                                              | -                                                                     |                                                                       |
| 4-9-2014                                                              | Saint-Denis                                                           | Francia                                                               | 1 – 0                                                                 | Spagna                                                                | Amichevole                                                            | -                                                                     |                                                                       |
| 8-9-2014                                                              | Valencia                                                              | Spagna                                                                | 5 – 1                                                                 | Macedonia                                                             | Qual. Euro 2016                                                       | -                                                                     | 36’ 77’                                                               |
| 9-10-2014                                                             | Žilina                                                                | Slovacchia                                                            | 2 – 1                                                                 | Spagna                                                                | Qual. Euro 2016                                                       | -                                                                     |                                                                       |
| 12-10-2014                                                            | Lussemburgo                                                           | Lussemburgo                                                           | 0 – 4                                                                 | Spagna                                                                | Qual. Euro 2016                                                       | -                                                                     |                                                                       |
| 15-11-2014                                                            | Huelva                                                                | Spagna                                                                | 3 – 0                                                                 | Bielorussia                                                           | Qual. Euro 2016                                                       | -                                                                     |                                                                       |
| 27-3-2015                                                             | Siviglia                                                              | Spagna                                                                | 1 – 0                                                                 | Ucraina                                                               | Qual. Euro 2016                                                       | -                                                                     |                                                                       |
| 11-6-2015                                                             | León                                                                  | Spagna                                                                | 2 – 1                                                                 | Costa Rica                                                            | Amichevole                                                            | -                                                                     | 60’                                                                   |
| 5-9-2015                                                              | Oviedo                                                                | Spagna                                                                | 2 – 0                                                                 | Slovacchia                                                            | Qual. Euro 2016                                                       | -                                                                     | 85’                                                                   |
| 8-9-2015                                                              | Skopje                                                                | Macedonia                                                             | 0 – 1                                                                 | Spagna                                                                | Qual. Euro 2016                                                       | -                                                                     | 69’                                                                   |
| 13-11-2015                                                            | Alicante                                                              | Spagna                                                                | 2 – 0                                                                 | Inghilterra                                                           | Amichevole                                                            | -                                                                     | 78’                                                                   |
| 24-3-2016                                                             | Udine                                                                 | Italia                                                                | 1 – 1                                                                 | Spagna                                                                | Amichevole                                                            | -                                                                     | 46’                                                                   |
| 27-3-2016                                                             | Cluj-Napoca                                                           | Romania                                                               | 0 – 0                                                                 | Spagna                                                                | Amichevole                                                            | -                                                                     |                                                                       |
| 7-6-2016                                                              | Madrid                                                                | Spagna                                                                | 0 – 1                                                                 | Georgia                                                               | Amichevole                                                            | -                                                                     | 46’                                                                   |
| 17-6-2016                                                             | Nizza                                                                 | Spagna                                                                | 3 – 0                                                                 | Turchia                                                               | Euro 2016 - 1º turno                                                  | -                                                                     | 71’                                                                   |
| 1-9-2016                                                              | Bruxelles                                                             | Belgio                                                                | 0 – 2                                                                 | Spagna                                                                | Amichevole                                                            | -                                                                     |                                                                       |
| 5-9-2016                                                              | León                                                                  | Spagna                                                                | 8 – 0                                                                 | Liechtenstein                                                         | Qual. Mondiali 2018                                                   | -                                                                     |                                                                       |
| 6-10-2016                                                             | Torino                                                                | Italia                                                                | 1 – 1                                                                 | Spagna                                                                | Qual. Mondiali 2018                                                   | -                                                                     |                                                                       |
| 11-10-2016                                                            | Scutari                                                               | Albania                                                               | 0 – 2                                                                 | Spagna                                                                | Qual. Mondiali 2018                                                   | -                                                                     |                                                                       |
| 12-11-2016                                                            | Granada                                                               | Spagna                                                                | 4 – 0                                                                 | Macedonia                                                             | Qual. Mondiali 2018                                                   | -                                                                     | 72’                                                                   |
| 15-11-2016                                                            | Londra                                                                | Inghilterra                                                           | 2 – 2                                                                 | Spagna                                                                | Amichevole                                                            | -                                                                     | 46’                                                                   |
| 24-3-2017                                                             | Gijón                                                                 | Spagna                                                                | 4 – 1                                                                 | Israele                                                               | Qual. Mondiali 2018                                                   | -                                                                     | 63’                                                                   |
| 28-3-2017                                                             | Parigi                                                                | Francia                                                               | 0 – 2                                                                 | Spagna                                                                | Amichevole                                                            | -                                                                     | 74’                                                                   |
| 7-6-2017                                                              | Murcia                                                                | Spagna                                                                | 2 – 2                                                                 | Colombia                                                              | Amichevole                                                            | -                                                                     |                                                                       |
| 11-6-2017                                                             | Skopje                                                                | Macedonia                                                             | 1 – 2                                                                 | Spagna                                                                | Qual. Mondiali 2018                                                   | -                                                                     | 74’                                                                   |
| 2-9-2017                                                              | Madrid                                                                | Spagna                                                                | 3 – 0                                                                 | Italia                                                                | Qual. Mondiali 2018                                                   | -                                                                     |                                                                       |
| 6-10-2017                                                             | Alicante                                                              | Spagna                                                                | 3 – 0                                                                 | Albania                                                               | Qual. Mondiali 2018                                                   | -                                                                     |                                                                       |
| 23-3-2018                                                             | Düsseldorf                                                            | Germania                                                              | 1 – 1                                                                 | Spagna                                                                | Amichevole                                                            | -                                                                     |                                                                       |
| 27-3-2018                                                             | Madrid                                                                | Spagna                                                                | 6 – 1                                                                 | Argentina                                                             | Amichevole                                                            | -                                                                     |                                                                       |
| 3-6-2018                                                              | Vila-real                                                             | Spagna                                                                | 1 – 1                                                                 | Svizzera                                                              | Amichevole                                                            | -                                                                     |                                                                       |
| 9-6-2018                                                              | Krasnodar                                                             | Tunisia                                                               | 0 – 1                                                                 | Spagna                                                                | Amichevole                                                            | -                                                                     | 46’                                                                   |
| 15-6-2018                                                             | Soči                                                                  | Portogallo                                                            | 3 – 3                                                                 | Spagna                                                                | Mondiali 2018 - 1º turno                                              | -                                                                     |                                                                       |
| 20-6-2018                                                             | Kazan'                                                                | Iran                                                                  | 0 – 1                                                                 | Spagna                                                                | Mondiali 2018 - 1º turno                                              | -                                                                     | 71’                                                                   |
| 1-7-2018                                                              | Mosca                                                                 | Spagna                                                                | 1 – 1 dts (3 – 4 dtr)                                                 | Russia                                                                | Mondiali 2018 - Ottavi di finale                                      | -                                                                     |                                                                       |
| 11-10-2018                                                            | Cardiff                                                               | Galles                                                                | 1 – 4                                                                 | Spagna                                                                | Amichevole                                                            | -                                                                     | 46’                                                                   |
| 11-11-2020                                                            | Amsterdam                                                             | Paesi Bassi                                                           | 1 – 1                                                                 | Spagna                                                                | Amichevole                                                            | -                                                                     | cap.                                                                  |
| 14-11-2020                                                            | Basilea                                                               | Svizzera                                                              | 1 – 1                                                                 | Spagna                                                                | UEFA Nations League 2020-2021 - 1º turno                              | -                                                                     | 73’                                                                   |
| 17-11-2020                                                            | Siviglia                                                              | Spagna                                                                | 6 – 0                                                                 | Germania                                                              | UEFA Nations League 2020-2021 - 1º turno                              | -                                                                     | cap.                                                                  |
| 25-3-2021                                                             | Granada                                                               | Spagna                                                                | 1 – 1                                                                 | Grecia                                                                | Qual. Mondiali 2022                                                   | -                                                                     | 72’                                                                   |
| 31-3-2021                                                             | Siviglia                                                              | Spagna                                                                | 3 – 1                                                                 | Kosovo                                                                | Qual. Mondiali 2022                                                   | -                                                                     |                                                                       |
| 4-6-2021                                                              | Madrid                                                                | Spagna                                                                | 0 – 0                                                                 | Portogallo                                                            | Amichevole                                                            | -                                                                     | 75’                                                                   |
| 14-6-2021                                                             | Siviglia                                                              | Spagna                                                                | 0 – 0                                                                 | Svezia                                                                | Euro 2020 - 1º turno                                                  | -                                                                     | 87’                                                                   |
| 19-6-2021                                                             | Siviglia                                                              | Spagna                                                                | 1 – 1                                                                 | Polonia                                                               | Euro 2020 - 1º turno                                                  | -                                                                     | 68’                                                                   |
| 23-6-2021                                                             | Siviglia                                                              | Slovacchia                                                            | 0 – 5                                                                 | Spagna                                                                | Euro 2020 - 1º turno                                                  | -                                                                     |                                                                       |
| 28-6-2021                                                             | Copenaghen                                                            | Croazia                                                               | 3 – 5 dts                                                             | Spagna                                                                | Euro 2020 - Ottavi di finale                                          | -                                                                     | 77’                                                                   |
| 2-7-2021                                                              | San Pietroburgo                                                       | Svizzera                                                              | 1 – 1 dts (1 – 3 dtr)                                                 | Spagna                                                                | Euro 2020 - Quarti di finale                                          | -                                                                     | 90+1’                                                                 |
| 6-7-2021                                                              | Londra                                                                | Italia                                                                | 1 – 1 dts (4 – 2 dtr)                                                 | Spagna                                                                | Euro 2020 - Semifinale                                                | -                                                                     | 70’                                                                   |
| 2-9-2021                                                              | Solna                                                                 | Svezia                                                                | 2 – 1                                                                 | Spagna                                                                | Qual. Mondiali 2022                                                   | -                                                                     | 75’                                                                   |
| 8-9-2021                                                              | Pristina                                                              | Kosovo                                                                | 0 – 2                                                                 | Spagna                                                                | Qual. Mondiali 2022                                                   | -                                                                     |                                                                       |
| 6-10-2021                                                             | Milano                                                                | Italia                                                                | 1 – 2                                                                 | Spagna                                                                | UEFA Nations League 2020-2021 - Semifinale                            | -                                                                     | 75’                                                                   |
| 10-10-2021                                                            | Milano                                                                | Spagna                                                                | 1 – 2                                                                 | Francia                                                               | UEFA Nations League 2020-2021 - Finale                                | -                                                                     | 75’                                                                   |
| 11-11-2021                                                            | Atene                                                                 | Grecia                                                                | 0 – 1                                                                 | Spagna                                                                | Qual. Mondiali 2022                                                   | -                                                                     | cap.                                                                  |
| 29-3-2022                                                             | La Coruña                                                             | Spagna                                                                | 5 – 0                                                                 | Islanda                                                               | Amichevole                                                            | -                                                                     |                                                                       |
| 2-6-2022                                                              | Siviglia                                                              | Spagna                                                                | 1 – 1                                                                 | Portogallo                                                            | UEFA Nations League 2022-2023 - 1º turno                              | -                                                                     | 62’                                                                   |
| 5-6-2022                                                              | Praga                                                                 | Rep. Ceca                                                             | 2 – 2                                                                 | Spagna                                                                | UEFA Nations League 2022-2023 - 1º turno                              | -                                                                     | cap. 72’                                                              |
| 9-6-2022                                                              | Lancy                                                                 | Svizzera                                                              | 0 – 1                                                                 | Spagna                                                                | UEFA Nations League 2022-2023 - 1º turno                              | -                                                                     | 73’                                                                   |
| 12-6-2022                                                             | Malaga                                                                | Spagna                                                                | 2 – 0                                                                 | Rep. Ceca                                                             | UEFA Nations League 2022-2023 - 1º turno                              | -                                                                     | cap. 78’                                                              |
| 27-9-2022                                                             | Braga                                                                 | Portogallo                                                            | 0 – 1                                                                 | Spagna                                                                | UEFA Nations League 2022-2023 - 1º turno                              | -                                                                     | cap. 60’                                                              |
| 17-11-2022                                                            | Amman                                                                 | Giordania                                                             | 1 – 3                                                                 | Spagna                                                                | Amichevole                                                            | -                                                                     | cap. 58’                                                              |
| 23-11-2022                                                            | Doha                                                                  | Spagna                                                                | 7 – 0                                                                 | Costa Rica                                                            | Mondiali 2022 - 1º turno                                              | -                                                                     | 64’                                                                   |
| 27-11-2022                                                            | Al Khor                                                               | Spagna                                                                | 1 – 1                                                                 | Germania                                                              | Mondiali 2022 - 1º turno                                              | -                                                                     | 66’                                                                   |
| Totale                                                                |                                                                       | Presenze                                                              | 70                                                                    |                                                                       | Reti                                                                  | 0                                                                     |                                                                       |

## Palmarès

### Club

#### Competizioni nazionali
- Coppa di Spagna: 1

Atletico Madrid: 2012-2013
- Campionato spagnolo: 2

Atlético Madrid: 2013-2014, 2020-2021
- Supercoppa di Spagna: 1

Atlético Madrid: 2014

#### Competizioni internazionali
- Supercoppa UEFA: 3

Atletico Madrid: 2010, 2012, 2018
- UEFA Europa League: 2

Atlético Madrid: 2011-2012, 2017-2018

### Nazionale
- Campionato d'Europa Under-21: 1

2013

### Individuale
- Inserito nella selezione UEFA dell'Europeo Under-21: 1

Israele 2013
- Squadra della stagione della UEFA Champions League: 1

2015-2016
- Squadra della stagione della UEFA Europa League: 1

2017-2018